# Phillip Phillips
Phillip LaDon Phillips, Jr. (sinh ngày 20 tháng 9 năm 1990) là một nam ca sĩ, nhạc sĩ và diễn viên người Mỹ đến từ Leesburg, Georgia. Anh là quán quân của chương trình American Idol mùa thứ 11 ngày 23 tháng 5 năm 2012. Bài hát đăng quang "Home", trở thành bài hát đăng quang bán chạy nhất từ trước đến nay của American Idol. Album đầu tay của anh The World from the Side of the Moon phát hành ngày 19 tháng 11 năm 2012.

## Thơ ấu
Phillips sinh ra ở Albany, Georgia, và chuyển tới Leesburg khi anh 12 tuổi. Anh lớn lên ở Sasser và Leesburg và học tại Trường Trung học Lee County. Anh tốt nghiệp trường Albany Technical College ngành Kỹ thuật Hệ thống Công nghiệp nhưng không thể dự lễ tốt nghiệp vì tham gia American Idol. Trước khi xuất hiện tại American Idol, anh làm việc tại cửa hiệu cầm đồ của gia đình.
Phillips bắt đầu chơi nhạc khi anh 14 tuổi. Anh được hướng dẫn bởi người bạn thân lâu năm và cũng là anh rễ, Benjamin Neil, người anh cho rằng đã kêu gọi anh đến với âm nhạc. Năm 2009, anh thành lập ban nhạc Phillip Phillips Band với Neil và một người anh rễ khác, Todd Urick, và biểu diễn ở nhiều sân khấu địa phương và sự kiện khác nhau. Anh đã thắng một giải thưởng ca hát ở địa phương, "Albany Star", năm 2010. Phillips nói rằng ca sĩ yêu thích của anh là Jonny Lang, và các ca sĩ khác gồm có John Butler, Dave Matthews và Damien Rice, anh cũng yêu thích Mumford & Sons và Tools. Anh miêu tả nhạc của mình mang âm hưởng jazz, rock alternative.
Trước khi tham gia American Idol, anh cũng từng thử giọng trong mùa thứ hai của America's Got Talent nhưng không vào được vòng trong.

## Sự nghiệp âm nhạc
Sau khi chiến thắng American Idol, Phillips tham gia tour diễn American Idol LIVE Tour với 10 thí sinh Top 10 của mùa thứ 11. Anh xuất hiện trong chương trình TV đặc biệt kỉ niệm Ngày Độc Lập trên PBS, A Capitol 4th, trình diễn bài hát đăng quang "Home". Anh cũng trình diễn tại MLB All-Star game lần 83 tổ chức tại Kansas City ngày 10 tháng 7. Ngày 9 tháng 10 năm 2012, anh cùng các nghệ sĩ khác biểu diễn tại đêm nhạc One World tổ chức ở Syracuse University để vinh danh Dalai Lama. Anh trình diễn tại National Anthem trong trận đấu mở màn World Series 2012 vào ngày 24 tháng 10 năm 2012.

### 2012-nay:The World from the Side of the Moon
Ngày 15 tháng 10, Interscope thông báo Phillips sẽ phát hành album đầu tay, với tựa đề The World from the Side of the Moon, vào ngày 19 tháng 11 năm 2012. Album được sản xuất bởi Gregg Wattemberg, cùng với Phillips sáng tác hoặc đồng sáng tác phần lớn đĩa nhạc. Ngày 6 tháng 11 năm 2012, ca khúc "Where We Came From" trích từ album được phát hành trước dưới dạng tải về trả phí. Album đạt hạng 4 tại Billboard 200 ngay tuần đầu tiên phát hành với 169.000 bản được tiêu thụ. Album được RIAA chứng nhận đĩa Vàng vào tháng 1 năm 2013 với 500.000 bản được tiêu thụ tại Mỹ. 

Ngày 11 tháng 12 năm 2012, có thông báo Phillips sẽ tham gia tour diễn Bắc Mỹ với Matchbox Twenty năm 2013.

## Đời sống cá nhân
Phillips mắc bệnh thận bẩm sinh và hình thành sỏi thận lớn. Không lâu sau khi American Idol kết thúc, anh đã có cuộc phẫu thuật gỡ bỏ sỏi trong thận. Hiện anh đang hẹn hò với Hannah Blackwell, một sinh viên ngành y tá. Cặp đôi gặp nhau năm 2010 khi cả hai đang làm tình nguyện tại một nơi nương tựa dành cho phụ nữ và trẻ em.

## Danh sách đĩa nhạc
- The World from the Side of the Moon (2012)

## Giải thưởng và đề cử
| Năm  | Giải thưởng                   | Hạng mục                                 | Giải thưởng dành cho                | Kết quả      |
| ---- | ----------------------------- | ---------------------------------------- | ----------------------------------- | ------------ |
| 2012 | Teen Choice Awards            | Choice Love Song                         | "Home"                              | Đề cử        |
| 2012 | Teen Choice Awards            | Choice Music: Breakout Artist            | Phillip Phillips                    | Đề cử        |
| 2013 | World Music Awards            | World's Best Song                        | "Home"                              | Chưa công bố |
| 2013 | World Music Awards            | World's Best Male Artist                 | Phillip Phillips                    | Chưa công bố |
| 2013 | Billboard Music Awards        | Top Rock Song                            | "Home"                              | Đề cử        |
| 2013 | Billboard Music Awards        | Top Rock Album                           | The World from the Side of the Moon | Đề cử        |
| 2013 | Teen Choice Awards            | Choice Male Artist                       | Phillip Phillips                    | Đề cử        |
| 2013 | MuchMusic Video Awards        | International Video of the Year - Artist | "Home"                              | Đề cử        |
| 2013 | American Music Awards of 2013 | New Artist of the Year                   | Phillip Phillips                    | Đề cử        |